# Isosticta spinipes
Isosticta spinipes – gatunek ważki z rodziny Isostictidae.